# جيم كوفمان
جيم كوفمان (بالإنجليزية: Jim Kaufman)‏ هو كاتب أغاني ومنتج أسطوانات وملحن أمريكي، ولد في 27 يونيو 1981 في فينيكس في الولايات المتحدة.

## وصلات خارجية
- جيم كوفمان على موقع IMDb (الإنجليزية)
- جيم كوفمان على موقع ميوزك برينز (الإنجليزية)
- جيم كوفمان على موقع ديسكوغز (الإنجليزية)